# Lilla Hasselbacken

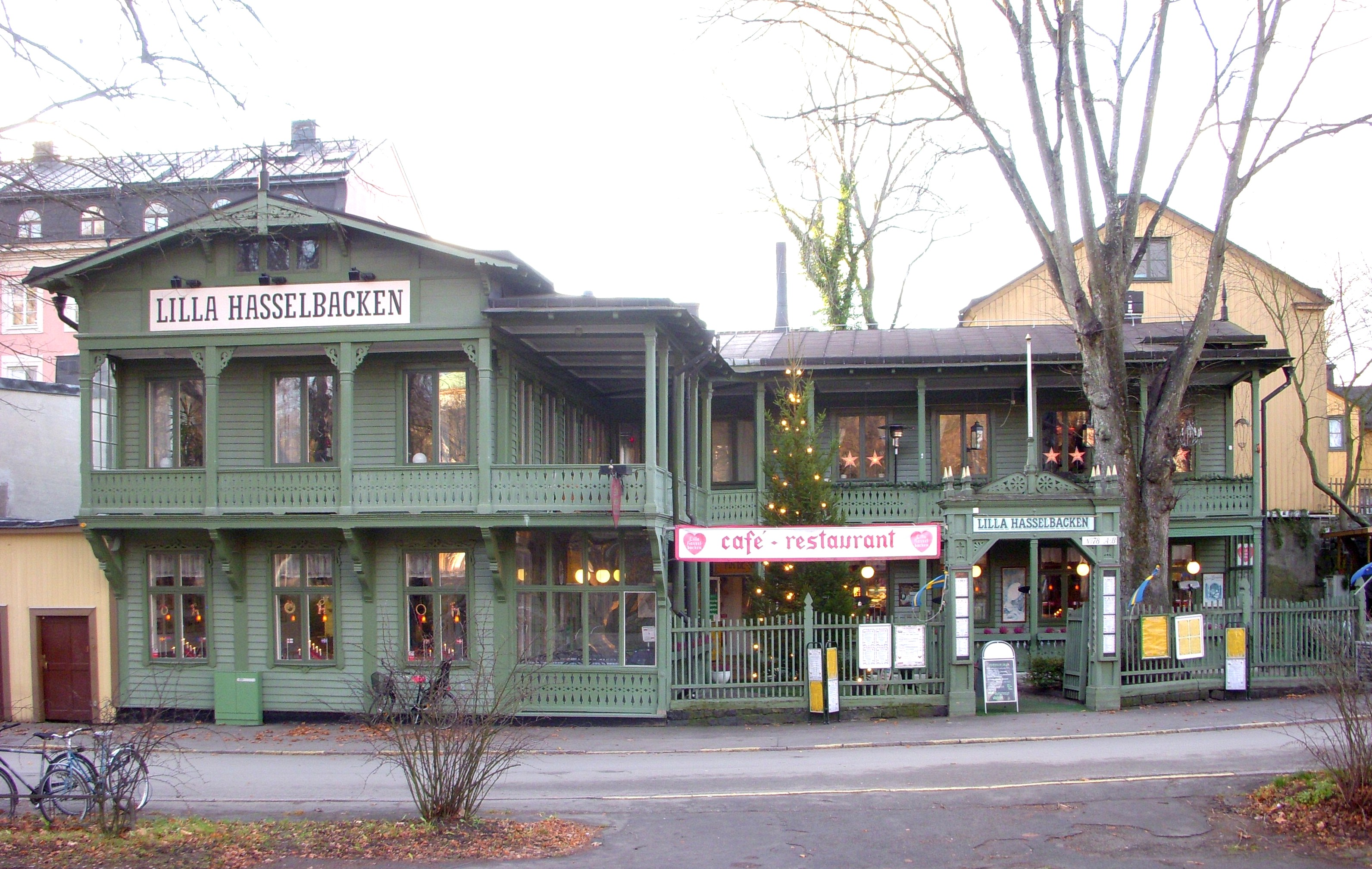
Lilla Hasselbacken i november 2011.

Lilla Hasselbacken är en anrik  restaurang vid Djurgårdsslätten 78 på Södra Djurgården i Stockholm.

## Historia
Ursprungligen låg Lilla Hasselbacken lite längre söderut med ingång från Långa gatan. 1896 blev Lilla Hasselbacken krog och verksamheten flyttades då till sin nuvarande plats i ett tidigare bostadshus kallat Braumveckska huset. Restaurangens stamgäster bestod av många cirkus- och varietéartister som hade sina uppträdanden på den närbelägna Gröna Lund och Cirkus. Efter 1923 var Lilla Hasselbacken även värdshus med övernattningsmöjlighet och fram till 1980-talet var det ett café. Här fanns även ett postkontor som lades ner 1990.
Efter en brand i juni 1960 restaurerades Lilla Hasselbacken till sitt ursprungliga utseende med punschveranda och snickarglädje. Sedan 1981 drivs Lilla Hasselbacken som restaurang och café.

## Historiska bilder
Fotografier från Stockholmskällan.

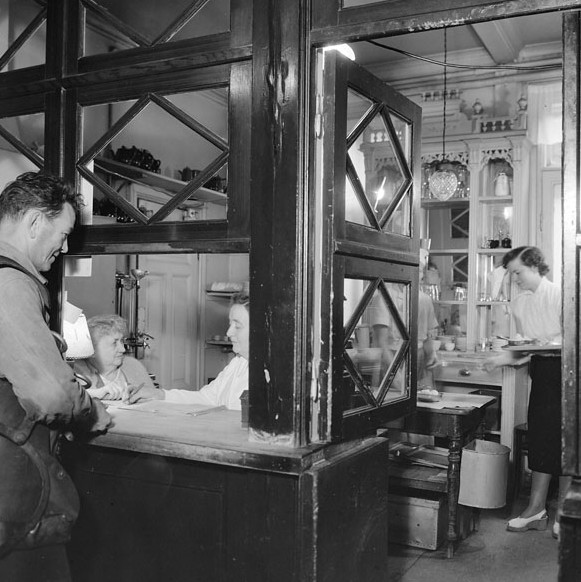
Kassa och utlämning 1953
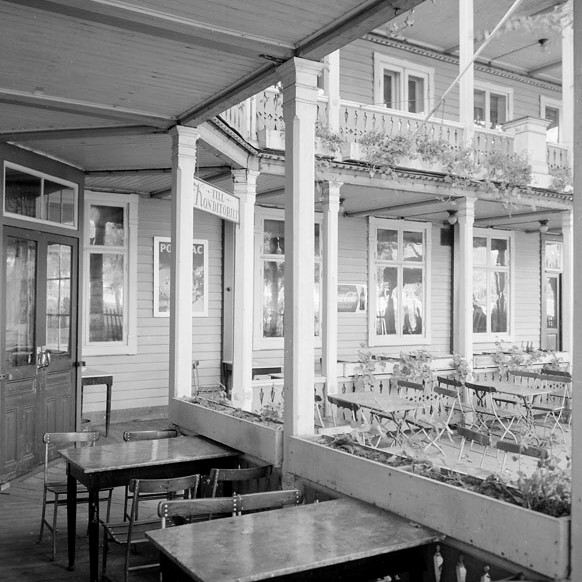
Veranda och vy mot gård 1953
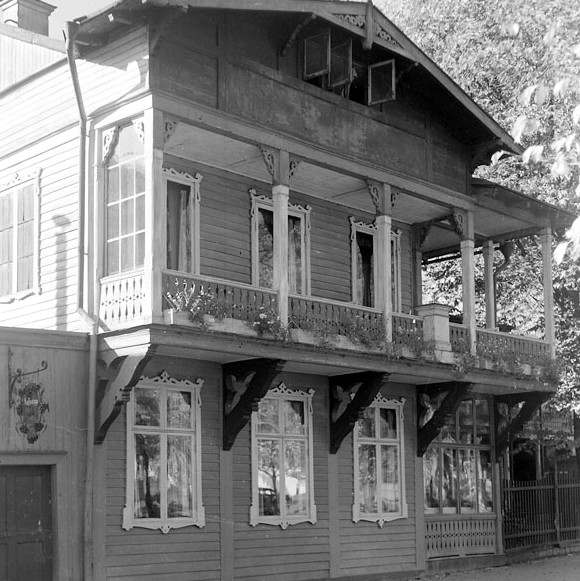
Mot Djurgårdsslätten 1953
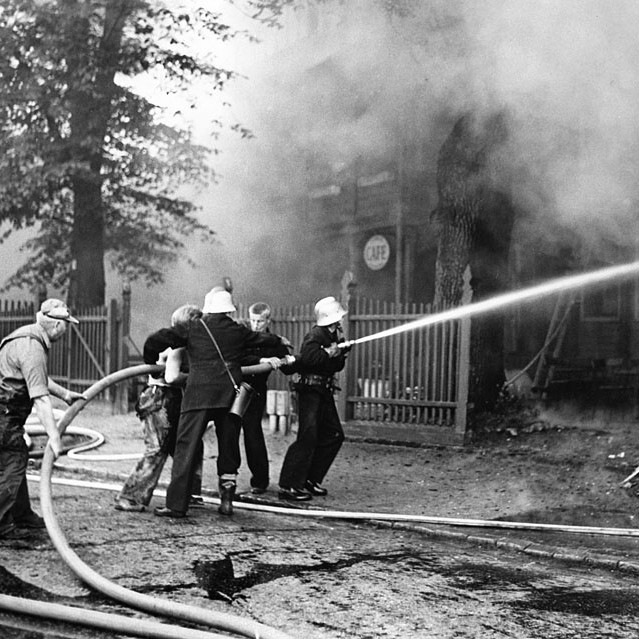
Branden den 28 juni 1960